# Hada (cómic)
Hada (Megan Gwynn; en inglés, Pixie) es un personaje que aparece en los cómics estadounidenses publicados por Marvel Comics. Hada pertenece a la subespecie de humanos llamados mutantes, que nacen con habilidades sobrehumanas. Su mutación le otorga ojos tipo duendecillo, alas coloridas que le permiten volar y «polvo de duendecillo» que causa alucinaciones. Después de una confrontación con el antiguo miembro revivido de los Nuevos Mutantes, Magik, obtiene la habilidad de usar magia y un arma mágica llamada «Daga del Alma». 
Su principal uso de la magia es un hechizo de teletransporte masivo lo que la convierte en un activo clave para diversas misiones y equipos de X-Men y la coloca como una de las principales mutantes con poderes mágicos. Fue introducida por primera vez como estudiante en el equipo de entrenamiento Los Modelos en el Instituto Xavier, después se unió como miembro de pleno derecho en el equipo de los Nuevos X-Men y más tarde promocionó al equipo de Uncanny X-Men. Aunque tenga un papel secundario en sus apariciones iniciales se ha convertido desde entonces en un personaje principal en varios títulos de X-Men.

## Biografía ficticia
Megan Gwynn es una adolescente galesa de un pueblo minero ficticio llamado Abergylid. Su padre muere en la mina y por eso desarrolla un miedo hacia ella y abandona el pueblo. Ella más tarde descubrirá que en realidad él no era su padre sino el supervillano Mente Maestra. Lady Mastermind y Mente Maestra II son sus hermanastras. En su concepción original tenía el pelo corto de color rosa, ojos negros puros y alas de mariposa arco iris.
Después de inscribirse en el Instituto Xavier, Hada es asignada para ser parte del equipo de entrenamiento Los Modelos bajo la tutela del exmiembro de Nuevos Mutantes Rahne Sinclair. Ella lleva un casco de bicicleta durante las sesiones de entrenamiento debido a su incertidumbre con el vuelo. Durante este tiempo, ella se enamora de Cíclope y se considera una chica alegre que encaja bien con los otros estudiantes; fue votada como la más amable de todos ellos.

### Día-M
Tras los acontecimientos de Dinastía de M casi la totalidad de los estudiantes del Instituto están sin poderes lo que conduce a la disolución del sistema de entrenamiento por equipos de la escuela. Hada es una de los veintisiete estudiantes, incluyendo a sus compañeros de equipo Trance, Cachorro y Cerilla que no perdieron sus habilidades mutantes.
Ella participa en la batalla real organizada por Emma Frost que determinará quien entrenará para ser un X-Man, pero no entrará en el equipo. Permanecerá en la escuela apareciendo de vez en cuando como un personaje secundario. Más tarde, cuarenta y dos de los excompañeros de clase de Hada son asesinados cuando su autobús es atacado por un misil lanzado por William Stryker, un cruzado anti-mutante. Entre las muertes confirmadas está la de su compañero de equipo, D.J.

### La Búsqueda de Magik
Pixie junto con Anole, Loa, Cachorro, Alud y Cerilla escuchan una noche en la escuela una historia de fantasmas aterradora contada por su compañera de estudios Venda. Sin embargo, descubren que la historia no es ficticia, sino más bien una profecía; al decirle a Hada «lamento [tu] pérdida», Venda y sus compañeros son llevados al Limbo donde serán atacados inmediatamente por una turba de demonios.
Hada está al lado de Venda durante la lucha y esta advierte a Hada y los otros que Megan no debe «caer en la oscuridad». Hada usa sus poderes por primera vez durante la lucha, incapacitando a varios demonios con su «polvo de hadas». Después de que la niña oscura ayude al pequeño grupo pide a N'astirh que traiga a Hada, reconociendo que el alma de esta es la más inocente y por tanto, la más poderosa en el Limbo. A pesar de las súplicas de sus amigos, Megan se somete a la solicitud de Magik de utilizar su alma para crear una Espada del Alma y Piedras de Sangre, piedras mágicas forjadas a partir de un alma inocente que otorga un gran poder a sus dueños, pero se libera del proceso gracias a Anole. Su intervención la salva, pero deja el hechizo sin terminar, lo que resulta en la creación de una única Piedra de Sangre y una «Daga del Alma» en su lugar. Magik a continuación explica que la Daga es en realidad una parte de la propia alma de Hada y que la magia negra ahora ha llenado el hueco dejado en la creación del arma, dejando una Megan ya no tan inocente, representado esto por un cambio de color de gran parte de su pelo del rosa al negro.
Magik enseña a Hada un hechizo de teletransporte y ella lo utiliza para teletransportarse a sí misma ya sus amigos hasta Belasco para evitar que torture al resto de los estudiantes. Megan los salva y finalmente mata a Belasco apuñalándolo con la Daga del Alma. Después de derrotar a Belasco, Magik quiere usar más el alma de Hada para crear más Piedras de Sangre y así ganar más poder, pero se disgusta consigo misma cuando su hermano le grita para que envie a Hada y los otros de vuelta al Instituto Xavier y selle todas las entradas al Limbo. Megan y Anole entonces se convierten en miembros oficiales de los Nuevos X-Men por su valentía en el Limbo y por la insistencia de Alud. Hada más tarde revela que el Doctor Extraño será su tutor en la magia cuando ella sea mayor de edad y que comenzará a recibir entrenamiento adicional.

### Complejo de Mesías
Cuando aparezca el primer nuevo mutante desde el Día M, Hada se une a X-23, Infernal, Anole, Tensión, Armadura y Alud para atacar la base en Washington D. C. de los anti-mutantes Purificadores teletransportándose hasta allí. Se enfrentarán a Dama Mortal y los Reavers recibiendo Julian una herida casi mortal. Enormemente superados en número, Hada se asusta y no puede teletransportar al equipo fuera hasta que Rictor, que se infiltró en los purificadores como espía, le ayuda a concentrarse. Megan intenta hacer un peligroso «teletransporte ciego» que dispersa a los Nuevos X-Men entre Washington D. C. y el Instituto Xavier. Los estudiantes son luego recuperados y devueltos al Instituto por Iceman y los heridos enviados a la enfermería. Sin embargo, Depredador X después ataca el Instituto, va tras los más débiles, los estudiantes heridos en la enfermería. Hada, dándose cuenta de que X-23 había matado a este tipo de criatura antes, intenta teletransportar a Predator X a la ubicación de Laura, pero por error toma a la mayoría de los estudiantes y a Bestia, junto con ella y la criatura, colocándolos en el centro de la lucha de los X-Men contra los Merodeadores por el bebé mutante en la Isla Muir. Durante la lucha, Megan es brutalmente golpeada por la poseída Centinela Omega-Malicia que se burla de Hada hasta que logra derrotarla inesperadamente con su punzante Daga del Alma, exorcizando Malicia del cuerpo de la Centinela.

### Hadas y demonios
En 2008 en el Free Comic Book Day se publicó una historieta gratuita de un solo capítulo de los X-Men titulado «Pixies y Demonios», en él Megan regresa a su ciudad natal después de que los X-Men se disolvieran tras la conclusión de Complejo de Mesías. Sin embargo, se encuentra con que el demoníaco N'Garai está azotando la ciudad con su presencia y está secuestrando a personas para alimentar a Kierrok el Maldito, su líder. Hada llama a los X-Men para que le ayuden a derrotar a N'Garai y tendrá que enfrentarse a su miedo a la mina en la que su padre fue asesinado para así vencer a los demonios. Después de derrotar a Kierrok, Cíclope y el resto de los X-Men la llevarán de vuelta a Estados Unidos y se unirá a unos nuevamente reformados X-Men en San Francisco.

### Destino Manifiesto
Después de salir de uno de los conciertos de Dazzler, Megan es emboscada por un grupo de anti-mutantes enmascarados que se hacen llamar el Club Fuego Infernal. Ella es sobrepasada por los atacantes y los golpes la dejan incapacitada. Ella se las arregla para regresar a la base de los nuevos X-Men y es inmediatamente atendida por Lobezno, Rondador Nocturno, Karma y Bestia. El ataque y los acontecimientos del año anterior le llevan a preguntarse si quiere o no continuar como parte de los X-Men, pero una discusión con Lobezno hace que se quede y que les ayude contra Émpata, cuyos poderes han crecido fuera de control. Después de golpearlo ella lo apuñala en la cabeza con su Daga mágica, dejándolo ciego y con sus poderes debilitados. Ella decide quedarse con los X-Men ayudándoles en varias misiones incluyendo la invasión Skrull de San Francisco. Según el escritor Matt Fraction su papel es el de Kitty Pryde y Júbilo cuando se unieron por primera vez a los X-Men. Su gran poder mágico pudiendo teletransportar a una distancia y capacidad casi ilimitada también causa que Rondador Nocturno, que tiene un poder mucho más limitado y tradicionalmente sirvió como teletransportador principal de los X-Men, se cuestione su utilidad futura en el equipo, aunque finalmente se conformará con sus propias capacidades.

### Infierno X
A pesar de su alegre personalidad, Hada comienza a revelar su ira y amargura sobre su experiencia inicial en el Limbo y su alma incompleta, siente que ella es menos humana. Durante una sesión de entrenamiento Rondador Nocturno señala que su personalidad cambia cuando utiliza la Daga. Esto la enfada y con su personalidad siniestra lo apuñala en el pecho lo que le hace perder el conocimiento. Después de recobrar el sentido y habiendo eliminado la daga, encuentra que se ha liberado la Espada del Alma, alojada dentro del cuerpo de Kurt. Sintiendo la Espada, Magik se teletransporta a la Tierra para reclamarla. Sin embargo, Megan pelea contra ella exigiendo tener la parte robada de su alma y se niega a entregar la Espada. Magik la derrota y recupera el arma mágica, se teletransporta lejos y deja a Coloso angustiado. Los X-Men descubren que ahora son capaces de entrar en el Limbo a través del hechizo de teletransporte de Hada con lo que un forman un equipo con ella misma, Coloso, Lobezno, Mercurio, Alud y Rondador Nocturno para buscar a Magik. Rondador es puesto al mando debido a que Megan y Coloso tienen intereses personales en la misión.
Mientras los X-Men luchan contra varios demonios en el Limbo, la hija de Belasco, Fuego Brujo derrota a Magik y añade la Piedra de Sangre de Hada a su amuleto, causando que esta pierda el control y se teletransporte a sí misma al castillo de Belasco. Allí Fuego Brujo la obliga a convertirse en su nueva aprendiz y empieza a forjar una nueva piedra definitiva del alma de Megan, lo que la hace transformarse completamente en un demonio. La bruja utiliza las piedras de sangre para convocar a los Dioses Mayores en su ayuda. Hada es reticente a trabajar junto a Magik para derrotar a Fuego Brujo. Mientras los X-Men luchan contra los Antiguos Dioses, Illyana pelea con la hija de Belasco y la despoja del amuleto que contiene las piedras. Magik y Hada utilizan sus armas para destruir el amuleto, pero Fuego Brujo escapa del castillo en ruinas en la dimensión de los Dioses Antiguos y reclama lo que le debe su «aprendiz». Megan cae abatida por la pérdida de más parte de su alma y trata de atacar Magik con su daga, pero la piedra que brilla intensamente en su hoja indica que la adicional pieza robada de su alma está dentro de ella. Vuela lejos llorando hacia las selvas del Limbo molesta por la nueva pérdida en su alma.

### Regreso del Limbo
Megan regresa a los X-Men sin motivo pero demuestra que ha mejorado notablemente su capacidad de lucha y una mayor ira cuando conoce la «Proposición X», una pieza de la legislación anti-mutante que busca controlar la reproducción mutante. Ella continúa trabajando con los X-Men usando sus habilidades para derrotar a enemigos como Émpata y rescatar a varios estudiantes y miembros del equipo, como cuando la Hermandad, un equipo de villanas mutantes lideradas por una Madelyne Pryor revivida, ataca a la sede de los X-Men. Durante las protestas entre los movimientos anti-mutantes y pro-mutantes sobre los derechos reproductivos mutantes Hada es herida al estallar un motín. Más tarde, ella teletransporta a Pícara, Gámbito y Peligro a San Francisco para obtener ayuda. Más tarde formó parte del equipo contra Emma Frost y sus X-Men Oscuros. Después de que Emma Frost, Namor y Capa y Puñal traicionen a los X-Men Oscuros y a Norman Osborn y reubiquen a Utopía, Hada y Magik comienzan teletransportar a todos a la nueva base de la isla. Durante la batalla final se unirá a Armadura y X-23 en su lucha contra Daken.

### Hada contraataca
En la miniserie de 2010 Hada contraataca; Megan se encuentra a sí misma y a varios de sus compañeros adolescentes de equipo bajo un hechizo que les hacer ver que viven bajo la ilusión de que son chicos corrientes en un Instituto de Secundaria. Sin embargo, la ilusión comienza a desvanecerse con Hada enfrentándose con el demonio Saturnino. Mientras tanto, una mujer llega a Utopía diciendo ser su madre y exigiendo verla. Más tarde, su madre aparece en la mansión Wyngarde donde Mente Maestra está luchando con Mente Maestra II. Ella les dice que dejen de actuar como los bebés de la familia y que se las han usurpado mientras se ve a Hada en el siguiente panel, revelando que Jason Wyngarde es su padre y las hermanas Mastermind sus hermanastras.

### X-Men: Advenimiento
Cuando Cable y Hope Summers vuelven del futuro, Bastión comienza a poner sus planes en acción para acabar con ella. Empieza queriendo acabar con los teletransportadores de los X-Men siendo Magik la primera en caer enviándola al Limbo con un hechizo arma. La siguiente es Ariel pidiendo Hada ocupar su lugar pero será rechazado por Cíclope. Ella pasará a formar parte de un equipo de rescate para rescatar a Magik del Limbo donde se encontrará con N'Astirh que trata de convencerla para matar a Magik a cambio de devolverle el resto de su alma. Después Megan se vuelve en su contra y libera a Magik, ayuda a Anole y Bala de Cañón contra Gámbito y la Dazzler corrompida y Northstar. Después de que la batalla termine las dos niñas llegan a un mejor entendimiento.

### Nuevos Mutantes
Después de los acontecimientos de la Segunda Venida, como todos los Nuevos Mutantes, Hada se toma unas vacaciones para relajarse. Magik viene a pedir su ayuda en su propia guerra personal pero Megan lo rechaza diciendo que la última vez que la ayudó le arrancó un trozo de su alma y la rescató del Limbo. A continuación, es emboscada y capturada por Proyecto Purgatorio que roba su Daga mágica. Después de que Proyecto Purgatorio capture a los Nuevos Mutantes utilizan la Espada de Magik para separar la piedra de sangre de la Daga de Hada. Escapa con Illyana y Karma y vuelven a Utopía donde se recuperan mientras el resto de los X-Men comienzan a luchar contra los Dioses Antiguos. Una vez que los Dioses y Proyecto Purgatorio han sido derrotados, Magik vuelve con una caja de oro que contiene la Daga y sus dos piedras de sangre.

### Hell to pay
Hada junto con algunos otros X-Men es convocada por Dani Moonstar en un pueblo donde un ataque en décadas anteriores por algunos demonios llevó a que fueran atrapados en una de los residentes de la ciudad para proteger a los demás. Ahora que ella está muriendo tienen que encontrar la manera de hacer frente a los demonios. Megan demuestra que tiene un poco de conocimiento en los hechizos de sellado y en los conjuros de atrapamiento. Después de la llegada del nuevo Ghost Rider, los demonios son liberados y se produce una batalla. Trabajando en conjunto con Ghost Rider, envían a los demonios de vuelta al infierno con Hada recitando un hechizo de sellado atrapándolos para siempre.

### X-Men: Cisma
Durante los sucesos del Cisma Hada teletransporta a varios equipos de X-Men por todo el mundo para luchar contra los centinelas. Durante una pelea se lesiona las manos y tiene que echarse a un lado pues ya no puede teletransportarse. Según ella, sin analgésicos le duele demasiado como para concentrarse y con ellos no puede pensar con claridad suficiente, pero seguirá en pie por sus compañeros de estudios para ayudarles a hacer frente al centinela gigante que se acerca a Utopía.

### Regénesis
Para recuperarse de los sucesos del Cisma Hada se acerca a Velocidad, al principio para obtener ayuda con su medicación, pero cuando empiezan a hablar la cosa se convierte en un flirteo entre ellos y finalmente se empiezan a besar. Hope entra y los pilla in fraganti terminando discutiendo. Megan luego abofetea al mexicano y se va. Más tarde hace las maletas para volver a Westchester cuando se acerca Hope y le pide que se una a su equipo ya que necesitan a un teletransportador.
Después de un ejercicio de entrenamiento Hope encuentra una nueva luz con Cerebra y Hada teletransporta al grupo a Pakistán para localizar al mutante. El grupo se divide con ella y Velocidad de líderes. Ellos son emboscados por soldados y separados. Termina capturada por ellos y después de ser rescatada teletransporta al equipo y a un amnésico Sebastian Shaw de nuevo a Utopía.

### Lobezno y los X-Men
Hada se gradúa en la Escuela Jean Grey de Aprendizaje Superior y se convierte en una X-Man oficial en el último número de Lobezno y los X-Men.

## Poderes y habilidades
Megan tiene alas de insecto (representadas por varios colores, dependiendo del artista) que le permiten volar. Inicialmente, sus alas eran amplias y multicolores, similares a una mariposa, pero representaciones recientes de ella las muestran translúcidas, iridiscentes, más parecidas a las de una libélula. Se ha sugerido que la apariencia de sus alas se ve afectada por su estado psicológico.
Además, su mutación le permite producir un «polvo de hadas» que causa alucinaciones, a menudo con efectos cómicos, como los demonios que ven burbujas brillantes y osos de peluche, o en una ocasión, causando que Lobezno vea y trate de luchar contra una manada de unicornios. En otro caso, Megan usa su polvo aparentemente inofensivo para mejorar la percepción del público del espectáculo de luces de Dazzler durante un concierto. Ella siempre dice que no tiene ni idea de lo que están viendo los individuos afectados por su polvo.
Después de que Magik se lleve parte del alma de Megan en un intento de crear una Espada del Alma, sus cambios de apariencia reflejan la porción de alma perdida por la magia negra. Representaciones de artistas de este cambio en su personalidad son inconsistentes, pero por lo general representan el pelo de color rosa con rayas negro. Ella también tiene la capacidad de detectar lo sobrenatural, como se evidencia cuando luchó contra N'Garai que estaba bajo un hechizo de invisibilidad. Cuando se le preguntó cómo sabía dónde estaban, respondió, «hay una franja de oscuridad que Magik puso dentro de mi alma... Y es como una aguja de la brújula para las cosas... oscuras». Ella también ha sido entrenada en el combate cuerpo a cuerpo en el instituto.
Debido a que el hechizo de robar el alma de Megan fue interrumpido, una nueva Espada del Alma no podría formarse; en cambio, Megan pudo convocar una Daga, un elemento místico que interrumpe hechizos y perjudica a los seres mágicos. Debido a su relación con Magik, como Hada utiliza la Daga, su personalidad cambia y se vuelve más oscura y perturbadora. Esta más tarde cambia de la plata al rojo después de que absorba la piedra de sangre. No está claro si este cambio es meramente cosmético. Al igual que las últimas representaciones de la Espada, la Daga parece tener efectos físicos más allá de interrumpir la magia y dañar criaturas mágicas. Por ejemplo, mientras que los poderes de la Malicia mutante son psiónicos y basados en la mutación y no en la magia, la daga alma es capaz de exorcizar la psique de Malicia de Karima Shapandar. También parece haber dañado físicamente a Émpata pues altera sus capacidades psíquicas y lo deja ciego después de que lo apuñale en la cabeza con ella.
Aunque no es entrenada en las artes místicas, Hada posee el potencial para usar la magia, en gran parte debido a la magia negra que ha llenado las partes que faltan de su alma. Puede recitar el conjuro enseñado por Illyana Rasputin («Sihal Novarum Chinoth») para teletransportarse a largas distancias y a la dimensión del Limbo. Ella es capaz de teletransportarse a sí misma y a los grandes grupos a grandes distancias y a través de las dimensiones con relativa facilidad, aunque un teletransporte sin destino («teletransportación ciego») puede ser peligroso, causando que los transportados se dispersen y, potencialmente, provoque lesiones a Megan. Después de los acontecimientos de «búsqueda de Magik», Hada es abordada tanto por el Doctor Extraño como por Amanda Sefton para recibir tutela formal en la brujería después de que haya alcanzado la mayoría de edad.

## Otras versiones

### Era de X
En el universo alternativo «Edad de X», Megan se hace llamar «Pesadilla» y su «polvo de hadas» provoca alucinaciones aterradoras. En comparación con su homóloga de la Tierra-616, su polvo de hadas solo requiere contacto con la piel para hacer efecto en lugar de la inhalación. Su aspecto es diferente, así, con su piel color lavanda y las alas que tienen una apariencia de murciélago. Su personalidad es también más atrevida y sin reservas, en comparación con su réplica de la Tierra-616.

### Ultimate Marvel
En el universo Ultimate las alas y el cabello de Hada comparten una misma coloración arco iris y además de sus alas, su principal poder es la teleportación, que es más natural para ella que un hechizo místico. Ella requiere recargarse para teletransportar y cada teleportación le provoca la sensación de un «subidón». Ayuda a Kitty Pryde para luchar en una última batalla contra Jean Grey y su nación de Tian quedando inconsciente durante su destrucción. Los X-Men la encuentran y ayudará a un grupo de supervivientes a sobrevivir entre las ruinas de Tian. Una mutante llamada Ampli, que puede amplificar los poderes de los demás, da un impulso a Hada y ella intenta teletransportar a todos de vuelta a Utopía solo para teletransportarse accidentalmente a una dimensión estéril ocupada por el enjambre de drones de Gah Lak Tus. Se las arregla para salvar a un Jimmy Hudson infectado teletransportando sus células infectadas fuera de su cuerpo. Los X-Men y Rick Jones (Capitán Marvel) mantienen a raya el enjambre hasta que Hada pueda recargarse pero es apuñalada por un drone no tripulado antes de que ella pueda teletransportar el grupo.

### Vengadores vs. X-Men
Hada hace una aparición en una historia extra de Vengadores vs. X-Men: Versus #6. Aquí se la muestra compitiendo con Chica Ardilla en un juego semejante a HeroClix donde los juguetes están basados en varios superhéroes. La Cosa aparece deteniendo el juego para revelar que las estatuillas en realidad pertenecen al Amo de las Marionetas y están hechas de su Barro de Control Mental. Al día siguiente, Chica Ardilla y Megan leen en el Daily Bugle que el enfrentamiento entre los Vengadores y la Patrulla X se ha producido y ha sido un reflejo de los resultados de su juego, en broma dan a entender que fueron las causantes de la disputa.

## En otros medios

### Televisión
Hada aparece en Wolverine y los X-Men, episodio «X-Calibre». Se la representa teniendo su pelo rosa y sus alas de duendecillo coloreadas como marca registrada. La única habilidad que muestra es el vuelo. En «Saludos desde Genosha», es vista más tarde llegando a Genosha. En una de las tres partes del episodio final se mostró como una mutante capturada por un centinela y presumiblemente asesinada pero su muerte nunca fue confirmada.

### Videojuegos
Aunque el personaje creció en Gales, Hada aparece en el videojuego X-Men: Destiny con acento americano. Aparece por primera vez en un ataque rápido trabajando con Calibán para localizar y rescatar a los mutantes que huyen. Ella es capturada más tarde por los Purificadores, lo que lleva a una frenética persecución por toda la ciudad para que dejen de sintetizar sus poderes de teletransportación. El helicóptero en el que está atrapada es derribado y ella muere.